# The Duke of Mercia: an Historical Drama
The Duke of Mercia: an Historical Drama – sztuka irlandzkiego poety i dramatopisarza Aubreya de Vere’a, opublikowana w tomiku The Duke of Mercia: an Historical Drama. The Lamentation of Ireland, and Other Poems w 1823. Dramat został napisany wierszem białym (blank verse), czyli nierymowanym pentametrem jambicznym, to znaczy sylabotonicznym dziesięciozgłoskowcem, w którym akcenty padają na parzyste sylaby wersu.